# Amédée Caron
Amédée Caron, né le 28 octobre 1898 à Sainte-Louise et mort le 23 février 1954 à Rimouski, est un avocat et homme politique québécois.

## Biographie
Il est le fils de Joseph-Édouard Caron et de Mathilda Destroismaisons dit Picard.